# Giulio Parise
Giulio Parise (Vicenza, 27 febbraio 1902 – Roma, 27 giugno 1969) è stato un esoterista italiano. 
Partecipe della temperie culturale degli anni venti dedita all'occultismo e alla riscoperta della tradizione iniziatica italiana, fu uno dei co-fondatori del Gruppo di Ur insieme a Julius Evola e Arturo Reghini.
(Emilio Servadio)

## Biografia
Dopo la morte del padre durante la prima guerra mondiale, ancora giovane, si trasferì a Roma dove frequentò il liceo classico e l'Università, conseguendo un diploma tecnico-chimico che gli permetterà in seguito l'insegnamento nelle scuole medie. Negli anni Trenta fu membro del Sindacato nazionale fascista per la corporazione degli insegnanti privati, del cui direttorio fece parte come revisore dei conti, entrando poi anche nel relativo collegio dei sindaci.
Ventenne, ancora studente, incontrò Arturo Reghini, che diventerà il suo maestro. In casa della marchesa Livia Durante Picardi fece la conoscenza di Sibilla Aleramo, della quale diventerà l'amante a partire dal mese di aprile del 1926. La scrittrice racconterà la storia del loro amore nel  romanzo Amo dunque sono, pubblicato nel 1927 da Mondadori.

### Attività culturale e politica
Seguace del pitagorismo e avvezzo alla pratica della magia cerimoniale, fece parte del Gruppo di Ur di Julius Evola, di cui fu uno dei tre co-fondatori, e sulla cui rivista UR pubblicò sotto lo pseudonimo di Luce alcuni articoli tra il 1927 e il 1928.
Fu inoltre direttore nominale dell'unico numero della nuova serie di Ignis del 1929, rivista mensile di studî iniziatici, la cui prima serie (1925) era stata fondata e diretta da Arturo Reghini. Diresse pure la Rivista italiana di cultura e la Rivista generale di bibliografia, di filosofia e scienze. 
Verso la fine del 1928 nel Gruppo di Ur avvenne tuttavia una scissione, che Evola in maniera vaga definirà causata da intromissioni massoniche all'interno del gruppo, prendendo di mira  proprio Parise e Reghini, entrambi massoni. A seguito di questa scissione, pochi mesi dopo, il gruppo si scioglie definitivamente.
Parise era stato infatti iniziato in Massoneria nella Loggia romana "Pagano" del Grande Oriente d'Italia, e dopo la fine della seconda guerra mondiale fu uno dei protagonisti della ricostruzione della massoneria a Roma, partecipando alla commissione incaricata della revisione dei rituali. 
Seguace in politica degli ideali mazziniani, nei primi anni del secondo dopoguerra Parise fu inoltre membro dell'effimero Partito d'Azione.
In quegli anni curò e commentò un'edizione della Tegolatura in grado di Apprendista e redasse il Regolamento interno della loggia romana di Rito scozzese antico ed accettato "Giuseppe Mazzini". Alla scomparsa  di Reghini scrisse l'introduzione al suo libro Considerazioni sul rituale dell'apprendista libero muratore e nel 1947 curò l'edizione dell'opera del Maestro I numeri sacri nella tradizione pitagorica massonica e quella, tradotta dal francese, del libro di Eugène Goblet d'Alviella Le origini del grado di Maestro nella libera muratoria.
Morì improvvisamente in seguito ad un infarto. Le sue ceneri sono raccolte in un'urna nel Cimitero del Verano.

### Fonte
- Simone Caltabellota, Un amore degli anni Venti. Storia erotica e magica di Sibilla Aleramo e Giulio Parise, Ponte alle Grazie, 2015 Archiviato il 18 dicembre 2018 in Internet Archive.